# 邦茲科納 (加利福尼亞州)
邦茲科納（英語：Bonds Corner）是位於美國加利福尼亞州因皮里爾縣的一個非建制地區。該地的面積和人口皆未知。

## 地理
邦茲科納的座標為32°41′37″N 115°20′14″W / 32.69361°N 115.33722°W，而該地的平均海拔高度為10米（即33英尺）。